# 요화궁
"요화궁"(妖花宮)은 한국에서 제작된 박옥상 감독의 1989년 영화이다. 전세영 등이 주연으로 출연하였고 박효성 등이 제작에 참여하였다.

## 출연

### 주연
- 전세영
- 나유경
- 고관중

## 기타
- 조명: 소량지
- 녹음: 김병수